# 산카샤

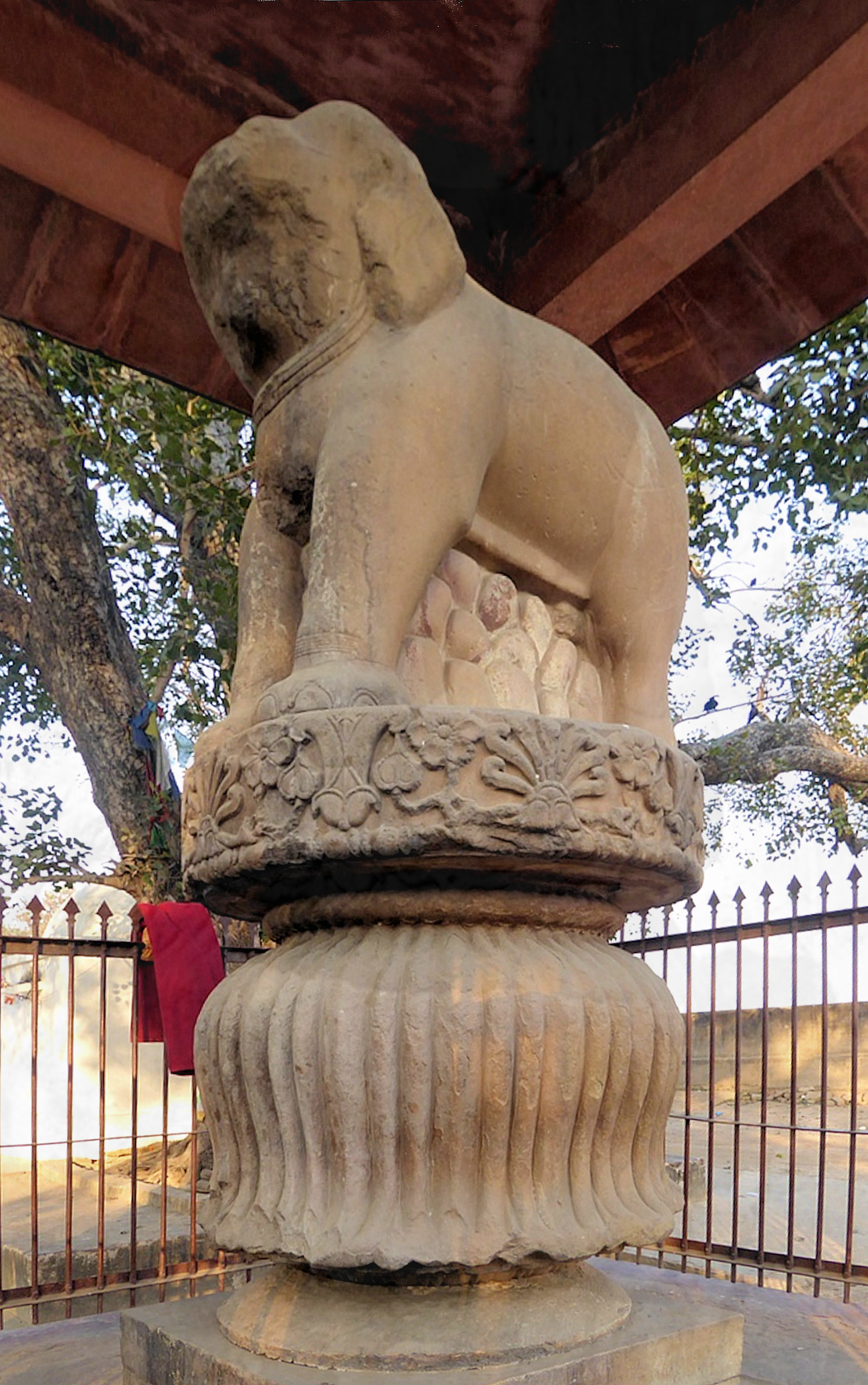

산카샤(Sankassa) · 산카시아(Sankasia) · 산키사(Sankissa) 또는 산카시(Sankasy)는 인도의 델리 동남쪽 파그나에서 11 km 떨어진 촌락이다.
불교 전통에 따르면, 고타마 붓다가 어머니 마야부인을 위해 도리천에 올라가 법을 설하고 33천에 불법을 편 후 다시 세상으로 내려올 때 하강한 곳으로, 인간과 하늘 세계를 잇는 상징적인 의미를 지닌 장소이다. 일찍이 많은 승원과 대탑이 건립되어 불교 성지 순례자의 발길이 이어지던 곳으로 "아소카왕의 코끼리 도시"라 하기도 했다. 지금은 석가족의 후손들이 살고 있는 조그마한 마을이다.